# Lisiaki
Lisiaki – osada leśna w Polsce położona w województwie wielkopolskim, w powiecie wrzesińskim, w gminie Pyzdry. Miejscowość wchodzi w skład sołectwa Kruszyny.
W latach 1975–1998 miejscowość administracyjnie należała do województwa konińskiego.
W miejscowości nie ma zabudowy, miejscowość jest niezamieszkana.